# Spongosorites maximus
Spongosorites maximus är en svampdjursart som beskrevs av Uriz 1978. Spongosorites maximus ingår i släktet Spongosorites och familjen Halichondriidae. Inga underarter finns listade i Catalogue of Life.